# توم هندرسون (كرة سلة)
توم هندرسون (بالإنجليزية: Tom Henderson)‏ مواليد 26 يناير 1952 في نيوبيري، هو لاعب كرة سلة أمريكي معتزل. بدأ مسيرته الاحترافية في سنة 1974. تم اختياره من قبل فريق أتلانتا هوكس خلال الدرافت. يبلغ طوله 6 قدم 3 بوصة (1.9 م). شارك في دورة الألعاب الأولمبية الصيفية سنة 1972. اعتزل اللعب في 1983. فاز بلقب دوري إن بي إيه. أحرز خلال مسيرته في الإن بي إيه 6088 نقطة بمعدل 9.4 نقاط في المباراة الواحدة.

## المسيرة الاحترافية
لعب مع أتلانتا هوكس من سنة 1974 إلى 1977، ثم لعب مع واشنطن ويزاردز من سنة 1976 إلى 1979، ثم لعب مع هيوستن روكتس من سنة 1979 إلى 1983.

## الميداليات
| الميدالية | المسابقة                       |
| --------- | ------------------------------ |
| فضية      | الألعاب الأولمبية الصيفية 1972 |

## روابط خارجية
- توم هندرسون على موقع الاتحاد الدولي لكرة السلة (الإنجليزية)
- توم هندرسون على موقع إن بي أي (الإنجليزية)
- توم هندرسون على موقع سبورتس رفرنس (الإنجليزية)
- توم هندرسون على موقع كلية كرة السلة في سبورتس رفرنس.كوم (الإنجليزية)
- توم هندرسون على موقع ريلجم (الإنجليزية)
- توم هندرسون على موقع بروبوليرز (الإنجليزية)
- توم هندرسون على موقع سبورتس رفرنس (الإنجليزية)
- توم هندرسون على موقع أوليمبيديا (الإنجليزية)